# 靖康之变
靖康之變，又稱靖康之耻、靖康之禍、靖康之亂、靖康之难，是指西元1125年至1127年，來自北方的女真族攻陷北宋首都汴梁（今河南省开封市），擄走皇帝宋欽宗、太上皇宋徽宗、趙宋皇族、后妃、官吏及逾十萬首都平民的重大戰爭事件。城破於宋欽宗靖康元年（丙午年）閏十一月二十五日，因而得名。
1125年（北宋宣和七年）秋，金軍借追究張覺事變，分東、西兩路南下攻宋。東路由完顏宗望領軍攻燕京。西路由完顏宗翰領軍直撲太原。東路金兵破燕京，攻佔河北，河南等地，渡過黄河，南趨汴梁。宋徽宗見勢危，禪位於太子趙桓，是為宋欽宗，徽宗在幕後主政，同時為南逃準備。
1126年（靖康元年）正月，完顏宗望率金兵東路軍進至开封府城下，包圍北宋首都，因京城守禦使李纲抵抗得力而未能破城。宗望脅逼宋議和後撤軍，即宣和和議，金人要求500萬兩黃金及5,000萬兩銀幣，宋欽宗以康王趙構、太宰張邦昌為人質，並割讓中山、河間（今屬河北）、太原三鎮。同年秋八月，金軍又兩路攻宋，西路軍破太原，此前欽宗早已將李綱罷相；閏十一月，金兩路軍會師兵臨汴京，圍城一個月後，城破。1127年春，金軍俘宋徽、欽二帝及大批宋太宗一系的皇族北去，北宋滅亡。康王趙構於應天府稱帝，是為宋高宗，史稱南宋。

## 背景
北宋歷代皇帝一直希望收復燕雲十六州，同樣希望收復且好大喜功的宋徽宗许與金人結盟攻遼。
为收復燕雲十六州，宣和二年（1120年），宋金兩國結成海上之盟，協議金攻遼中京，而宋攻遼南京（燕京），事成之後，燕雲十六州歸宋，宋須將本來送給遼的歲幣轉送給金，而遼的其餘國土亦歸金。後來金兵攻破遼中京，而宋朝二十萬大軍則伐遼失利。使遼南京由金人所攻佔，之後遼天祚帝被金人所俘，遼國滅亡。金滅遼之戰嚴重暴露宋軍的戰鬥力虛弱，國庫空虛。宋朝要求金人履行盟約，交回燕雲十六州，但金人指出宋人沒有達成攻下燕京的約定，結果宋朝用更多的錢物贖回七州空城。
此後宋朝內部權鬥激烈：王黼以贖回燕京有功而權勢日盛，與太子趙桓不和，陰謀策劃立鄆王趙楷作太子。右相少宰李邦彦和蔡攸结黨排斥王黼，御史中丞何也彈劾王黼「奸邪專橫」，王黼於是罷相。這時朱勔力勸徽宗再用年已八十、目盲不能寫字的老臣蔡京，蔡京成為太師總領政事，具體事務由其子蔡絛把持。白時中為左相太宰、李邦彦為右相少宰，一切奉蔡京父子的意志。
1123年五月，宋徽宗策反已降金的原辽将张觉，当时张觉是金南京平州（今河北盧龍縣，不在十六州之内）留守，他率平州路三州——平州、营州、滦州及榆关（山海关）叛投宋；并趁金太祖去世，派宦官谭稹为两河燕云府宣抚使要求金归还燕云其余九州，于是朔、应、蔚三州都降宋；十一月，金将朔州（已被宋接管）和武州割给宋朝。但当月金太宗就派完颜宗望袭击平州，张觉败逃投奔辽降将燕京留守郭药师，宋军没有救援，半年后平州、营州都失陷，张觉母妻被俘，弟弟降金并交出了宋徽宗策反张觉的书信，金以此为由迫使宋朝杀张觉，郭药师及燕雲十六州的漢人也因此對宋寒心。
1125年四月，童貫、蔡攸又與白時中、李邦彦等排斥蔡絛。蔡京再度免官，童貫封广阳郡王，蔡攸加太保。金指使西夏攻打朔、武，但被谭稹击退。金对宋徽宗称谭稹曾答应给其钱粮却没有兑现，谭稹被罢官，代以童贯。童贯派使者向完颜宗翰索要九州。

## 金第一次攻宋
宋徽宗宣和七年、金太宗天會三年（1125年）八月，完顏宗望、完顏宗翰以張覺事變為由奏請攻宋。十月，東路完顏宗望率軍自平州（今河北秦皇島市盧龍縣）攻燕山府（今北京西南）。宋易州（今河北保定市易縣）戍將韓民毅投降。十二月甲辰（西曆1126年1月2日），於白河（今北京市密雲區白河峽谷）和古北口（今北京市密雲區古北口鎮）大敗宋軍；兩日後，宋將郭藥師降，宋燕山府防衛崩潰；不久破宋中山（今河北定州）派來之三萬援軍，1月14日又破宋兵五千於真定府（今河北正定），1月22日克信德府（今河北邢台）。
西路左副元帥完顏宗翰則率軍自大同攻太原（今均在山西），但战事沒有完顏宗望順利。原辽籍汉人民兵组成的十数万义胜军降金，天會三年十二月庚子日（西曆1125年12月29日），金宋交战之际，义胜军开朔州（今山西朔州）城门，并于戊申日（西曆1126年1月6日）擒送代州（今山西代縣）守将，致使二州皆为金所得；1月13日中山投降，1月15日包圍太原，虽然童贯逃跑，但「悉為王稟隨機應變，終不能攻」。以至西路軍受阻貽誤軍機，直到得知完顏宗望已經和宋講和以後才罷兵。

### 徽宗南逃
完顏宗望軍南下，宋徽宗忙罷除花石綱和內外製造局。宋軍參議官宇文虛中曾上書指朝廷失策，用童貫、王黼為主帥是用錯了人，預言「將有納侮自焚之禍」，多次建策防邊，王黼卻不理。這時，宋徽宗問計於宇文虛中。宇文虛中認為只有先下詔罪己，改革弊政，來挽回人心。徽宗要宇文虛中和吳敏起草詔書悔過，號召各地駐軍勤王入援京師，其中主要是召西軍熙河經略使姚古、秦鳳經略使師中領兵入援。完顏宗望軍侵入中山府時，徽宗又想棄開封南逃。給事中吳敏當時是主戰派（後變為投降派），竭力反對逃跑，推薦太常少卿李綱守城。李綱奏上「禦戎」五策，又勸徽宗：「非傳位太子，不足以招徠天下豪傑」，建議徽宗退位，「收將士心」。徽宗任命吳敏為門下侍郎輔佐太子。十二月，太子趙桓在哭哭啼啼中即皇位，是為宋欽宗，改明年年號為「靖康」。徽宗退位，號教主道君皇帝，稱「太上皇」。
靖康元年（天會四年，1126年）正月丁卯（初一日，1月25日），金軍攻濬州，内侍梁方平領兵在黃河北岸，金軍奄至，宋軍奔潰。南岸守橋者望見敵軍旗幟，慌忙燒斷橋纜，金軍被隔斷在北岸。正月初三己巳日（1月27日），完顏宗望軍渡過黃河，第二日攻下滑州（今河南滑縣）。
正月初三日，太上皇徽宗、蔡京、童貫等人聽說金軍已經渡過黃河，當晚就連夜南逃。徽宗僅帶蔡攸及內侍數人，以「燒香」為名，匆匆逃到亳州，又從亳州逃到鎮江；童貫和殿前都指揮使高俅率領勝捷軍和禁衛，在泗州境追上太上皇徽宗；蔡京也以「扈從」為名帶領家人逃到拱州。消息傳出，輿論大嘩，太學生陳東等上書，指蔡京、王黼、童貫、梁師成、李彦、朱勔為「六賊」，說「六賊異名同罪」應該處死，「傳首四方，以謝天下」。宋欽宗於是罷免王黼。吳敏、李綱請斬王黼，開封府尹聶山派武士至雍丘縣南固村斬王黼首。李彥、梁師成賜死。蔡京、童貫在亳州被貶官流放。
三月，钦宗派使者迎接宋徽宗一行回宫，四月，太上皇徽宗回到龙德宫，实际上被钦宗软禁。钦宗也得以處分蔡京、童贯等人，蔡京在流放途中死於潭州，欽宗派監察御史斬童貫。九月，朱勔和蔡攸、蔡翛三人被流放，都在流放地處斬。蔡絛也被流放，病死。
金人得知宋朝新君登基、杀奸臣，一度生出北返之意。

### 第一次開封圍城戰
宋欽宗在正月初三日徽宗南逃後立即下詔親征，命門下侍郎吳敏為親征行營副使，顯謨閣直學士、開封府尹聶昌（即聂山）、兵部侍郎李綱為行營使司參謀官。第二日，宰相白時中、李邦彥等投降派即建議欽宗棄城逃跑，出奔襄陽府、鄧州。李綱得知馬上上殿面議反對：「今日之計，莫如整厲士馬，聲言出戰，固結民心，相與堅守，以待勤王之師。」欽宗問：「誰能將兵？」李綱說這應該是宰相白時中、李邦彥的職責。白時中厲聲反詰問李綱莫非能領兵出戰，李綱回答：「倘使治軍，願以死報。」宋欽宗於是任命李綱為尚書右丞、東京留守，以同知樞密院李棁為副，聶昌為隨軍轉運使，領兵守城。可是第三日早晨入朝，宋欽宗又被投降派說動，準備出發南逃，李綱又說服欽宗留下，並傳旨說：「上意已定，敢復有言去者斬！」欽宗登上宣德門，由吳敏、李綱向門樓前的百官將士們宣布，決心固守保衛東京開封。白時中被罷免，公議稱快，李邦彥、張邦昌遞進為相，同知樞密院事蔡懋為尚書左丞。
李綱用百步法分兵備禦，四壁城墻每一壁用正規軍一萬二千人；又編馬步軍前後左右中四萬人，每軍八千人，分置將官統領，派前軍守護東水門外的糧倉，後軍守護東門外樊家岡。又裝備各種防守的武器、工具。四日之內，戰守設施大致準備妥當。
正月初七（1126年1月31日），完顏宗望的金國東路軍至京城西北，由郭藥師引導，駐屯在牟駝岡天駟監，當夜，金軍立刻攻打宣澤門。李綱派出敢死士，斬獲百餘人。金軍一直攻打到天明方止，金使吳孝民入城要求宋朝交出親王、宰相到金軍為質，李綱請行，欽宗以他有統兵之職，讓他的副手李梲為主使，前往金營議和。初九，金軍猛攻通天、景陽門一帶，又攻陳橋、封丘、衛州等門，都被李綱擊退。金軍游騎四出抄掠，僅東明、太康、雍正、扶溝、鄢陵五縣保存。由於惱怒東明小城久攻不下，再次增兵三千猛攻，京東將董有鄰率眾抵抗，斬首十餘級，殺死金環三太子。

### 宣和和議
完顏宗望對宋議和使團提出金五百萬兩、銀五千萬兩、牛馬萬匹、衣緞百萬疋；割太原、中山、河間三路地，並以宰相、親王為質的條件。正月初十，宋朝全力收刮京城軍民官吏金銀財物，在期限內得金二十餘萬、銀四百餘萬兩，民間財力為之一空。十四日，康王趙構、張邦昌、高世則帶領金銀財物前往金軍大營。此時只有完顏宗望的金國東路軍參與圍攻開封。完顏宗翰的金國西路軍不但在太原被絆住，而且又拒絕完顏宗望提出的隔斷西軍的部署，以至京西馬忠、京東范瓊、師道的十萬西軍順利趕到開封，完顏宗望被動後撤到開封西北遠郊孟陽扎營寨。都統制姚平仲領步騎萬人劫完顏宗望營寨被全殲一事，有人指是投降派李邦彦、李棁為逼主戰派李綱、种師道議和而有意無意透露給奸細邓珪所致。劫寨失敗以后，李綱、种師道被撤銷軍權。金兵復至開封城下，宋欽宗大恐，遣使說：「初不知其事，且將加罪其人。」李邦彦又使宋欽宗下令不得得罪金兵，一霹靂砲手發砲後被梟首處死。完顏宗望再攻城時被西軍擊退，於是停止進攻，改肅王趙樞為人質，康王趙構得以回歸。二月初十，金軍撤退。東京城被圍凡三十三日。

### 金第一次撤軍
完顏宗望的金國東路軍第一次圍攻開封不果，臨走前派人入城辭行，並送來一封拜辭信，說是「非不欲詣闕廷展辭，少敘悃愊，以在軍中，不克如願，謹遣某某等充代辭使副，有些少禮物，具於別幅，謹奉書奏辭。」完顏宗望退軍之時，种師道之弟种師中率領的西軍精銳秦鳳軍三萬人開到東京開封，种師道即命他率部尾隨金軍之後，俟其半渡而擊之，完全消滅其尚在南岸的一半，將金國最精銳的東路軍打殘以消後患。李綱也建議用澶淵故事「護送」金軍出境，密告諸將有機會就縱兵追擊。宋欽宗也同意李綱表面上的建議，派軍十萬，緊緊「護送」。但吳敏（此時已轉為討好金軍的主和派）、唐恪、耿南仲等投降派又最終壓倒了主戰派，派人在黃河邊上樹立大旗，嚴令軍隊不得繞過大旗趕金軍，否則一概處死。
以後种師道又提出亡羊補牢之辦法，建議集合大軍駐屯黃河兩岸，防止金軍再次渡河，預為下次「防秋」之計。宋欽宗准奏施行，不久又被吴敏、唐恪、耿南仲等投降派大臣壓倒，認為萬一金軍不來這筆巨大的軍事費用會被浪費，拒絕採用种師道之言，连主战派徐处仁也持此意见。以後种師道氣憤致疾，以至病死。李綱則被外調河北河東宣撫使，無所作為，最後被逐到江西。

## 金第二次攻宋
不久，金國以蕭仲恭使宋，耶律餘睹監軍。宋欽宗認為此二人都是原遼國貴族，可誘而用之，以蠟丸封了一封書信讓蕭仲恭送耶律餘睹，使為內應。蕭仲恭忙跑回金國見完顏宗望，以蠟丸書信獻之。八月，宗望以此為由集合軍隊重新伐宋。第二次攻至汴京仍然是完顏宗翰和完顏宗望兩人的比赛。
第一階段，西路完顏宗翰八月庚戌（1126年9月5日）和第一次攻宋一樣從大同出發，第二日破宋張灝軍於文水（今在山西），又全歼种师中、姚古的援军，9月21日克太原。東路完顏宗望9月8日從保州出發，當日破宋兵於雄州（今河北保定市雄縣）、中山（今河北定州）。9月15日，攻下新樂（今在河北）。9月26日，破宋大将師閔於井陘，取天威軍（今河北井陘縣），克真定（今河北正定），真定知府李邈被俘，不屈而死。
第二階段，經過休整，西路完顏宗翰11月18日自太原向汴京進攻，22日攻下威勝軍（今山西沁縣）。11月29日宗翰克隆德府（今山西長治）。12月4日，完顏宗翰克澤州（今山西晉城市）。12月10日（十一月二十五丙戌日）宗翰克懷州（今河南沁陽），守将霍安国等坚决抵抗，完颜宗翰遂灭霍安国满门。
西路宗翰使完顏婁室等先趨河南。11月27日（癸酉，十一月十二日）晚，金軍至河外，宋宣撫副使折彦質領兵十二萬與之對壘。金軍整夜擊打戰鼓擾軍，宋軍到28日黎明時，未戰就悉數潰奔，金軍遂長驅而南下。11月29日，完顏活女渡盟津（今河南孟津），宋西京洛陽、永安軍（今河南偃師東）皆投降。11月30日（十一月十五丙子日），金兵由汜水關渡河，洛口宋軍望風而潰，鄭州（今河南省會）降。東京開封城閉門清野，城內大亂，軍民乘亂放火劫掠，城東巡檢龍清等捕殺三百餘人才稍微安定。12月1日（十六日），康王趙構出城外逃。
東路完顏宗望11月20日自真定向汴京進攻；11月22日（十一月初七戊辰日），宗望至河上；宗望知滑、濬有備，乃由恩州古榆渡趨大名；12月4日宗望諸軍渡河，隨後攻下臨河縣（今河南浚縣東北臨河村南）、大名縣（今在河北）、德清軍（今河南清豐）、開德府（今河南濮陽）；於12月9日到達汴京城下。12月17日，完顏宗翰才到達汴京城下，被完顏宗望搶先一步。

### 第二次開封圍城戰
十一月二十四日（乙酉，12月9日），金軍完顏宗望部至京師開封城下，城中惟衛士、上四軍、中軍效勇及東西路弓手七萬人分四壁守禦。只有張叔夜父子領三萬人來救援，十一月二十八日（己丑，12月13日）至城下。閏月初一（壬辰朔，12月16日），宋出兵拒戰，被完顏宗望等擊敗。
十一月二十九庚寅日、閏十一月初一壬辰日至初三甲午日（12月14日、16日-18日），欽宗先後被甲登城東、南、西、北四壁，以御膳賜士卒，易取士卒火飯以進食，人皆感激流涕。閏十一月初五（12月20日），完顏宗翰部攻陷拱州，駐屯青城，與完顏宗望部合圍東京開封。初七，殿前副都指揮使王宗濋率牙兵千餘出城與敵對戰，統制官高師旦戰死。初十，金人派遣蕭慶等來貸糧，並議和。十二日，張叔夜見南城飛石擊中樓櫓，與范瓊分麾下兵襲敵營，想要燒毀炮架。遙見金軍鐵騎，宋軍不克陣而奔，互相踩踏及溺隍死者以千數。
十五日，宋朝派遣簽書樞密院事曹輔、尚書左丞馮澥等人前往金營請和，乞求停止攻城。完顏宗望要求宋朝割讓河東、河北兩路之地，再送不割地大臣到金營，然後講和。十八己酉日，命康王趙構為「兵馬大元帥」，使速盡領河北兵入衛。
二十三日，大風自北起，不久開始下雪，鋪地數尺。金軍於通津門及宣化門東立天橋數座，俯瞰城中，炮擊城防。范瓊派兵千人自宣化門出戰，開始時士氣高漲而略勝，敵軍被趕回北岸，但士卒貪功渡河，冰面破裂，士卒驚亂，被敵軍殺死五百餘人，從此士氣更加挫折。
二十五日（閏十一月丙辰日，1127年1月9日），因宋朝宰相何、次相枢密使孙傅误信妖人郭京等能用“神兵”退敌撤去外城守军，完顏宗望、完顏宗翰與諸將趁机破城，金軍由宣化門擁兵登城，守禦宋軍棄甲爭相逃走，通津門之南亦被攻破，敵兵入城縱火，殺盡城旁居民。宋军退守内城。京城自十一月二十五日被圍，是日午時陷，歷時一月。

### 兩次圍城分析
和第一次開封圍城戰相比，第二次圍城戰宋朝的處境要困難得多：
1. 王稟守衛的太原在被完顏婁室的五萬金軍圍困二百五十多日後終於失守，完顏婁室的這部分軍隊南渡黃河，西趨洛陽，封鎖了潼關，關困宋朝最精銳的西軍在潼關以內，斷絕了其東來勤王之路。
2. 第一次圍城戰時，只有完顏宗望的東路軍到達開封城下，兵力有限，攻城的活動限於西、北兩隅，有時蔓延到東北角，南面諸門則始終未受攻擊。第二次圍城時，金軍兩路合攻，四面合圍，陷東京於徹底孤立。
3. 第一次圍城以前，北宋朝廷在完顏宗望到達開封前夕定下了戰守之策。李綱被任命為親征行營使和御營京域四壁守禦使，取得主持戰守的大權。而第二次圍城時，李綱已經因為姚平仲劫寨失敗一事和种師道一起被褫奪軍權，宋欽宗把戰、守、和全權都授給宰相何。何㮚一邊迷信妖人郭京的六甲神兵，一邊派出樞密使馮澥到完顏宗翰軍中求和，自以為雙料保險，卻不是守城之道。宋欽宗又臨時派待罪在京的劉韐提舉四壁守禦，另外又以次相孫傅為守禦使，事權不一，掣肘實多。孫傅和何一樣，將希望寄托在妖人郭京的六甲神兵身上。
4. 第一次圍城時，完顏宗望的東路軍全軍六萬人，這次增加到八萬人，主要將領完顏闍母、完顏昌、劉彥宗等仍在軍中，只有郭藥師以燕京留守的名義，留駐燕京[註 4]。西路軍仍以完顏宗翰、完顏希尹、完顏婁室三大將為主副帥，完顏銀朮可等戰將都屬麾下，漢人高慶裔、時立愛為謀主。完顏婁窒、完顏希尹兩人輪流至潼關外督師阻止宋朝的西軍勤王。西路軍的總人數，原來與東路軍相等，也是六萬餘人，經過長期的圍攻太原，兵力不斷補充，總數增加了一倍以上，這時除封鎖潼關的五萬人外，仍有七八萬人參加第二次開封圍城。計東西兩路金軍的兵力已超過十五萬人，比第一次圍城戰增加了一倍半。
5. 而宋朝這邊，第一次圍城時開封原來的禁軍加上西北陸續開來的勤王軍，總數達到二三十萬人。解圍後，這些大軍沒有安放到應當去的地方，一部分被遣送復員回西北，一部分參加太原解圍戰而遭到損失，一部分在黃河南岸潰散，還有一部分被投降派大臣唐恪、耿南仲以經濟上的理由遣散。以致第二次圍城時城內守軍不滿七萬。各地勤王軍早已受到唐恪、耿南仲的命令而裹足不前。只有南道總管張叔夜與兩個兒子伯奮、仲熊違抗這一投降式的朝命，募兵一萬三千人勤王，在潁昌府遭遇完顏宗翰部，大小十八戰互有勝負，最後全軍突入開封城，這是第二次圍城之役中唯一的一支能夠進入開封城的勤王軍。

## 俘虜

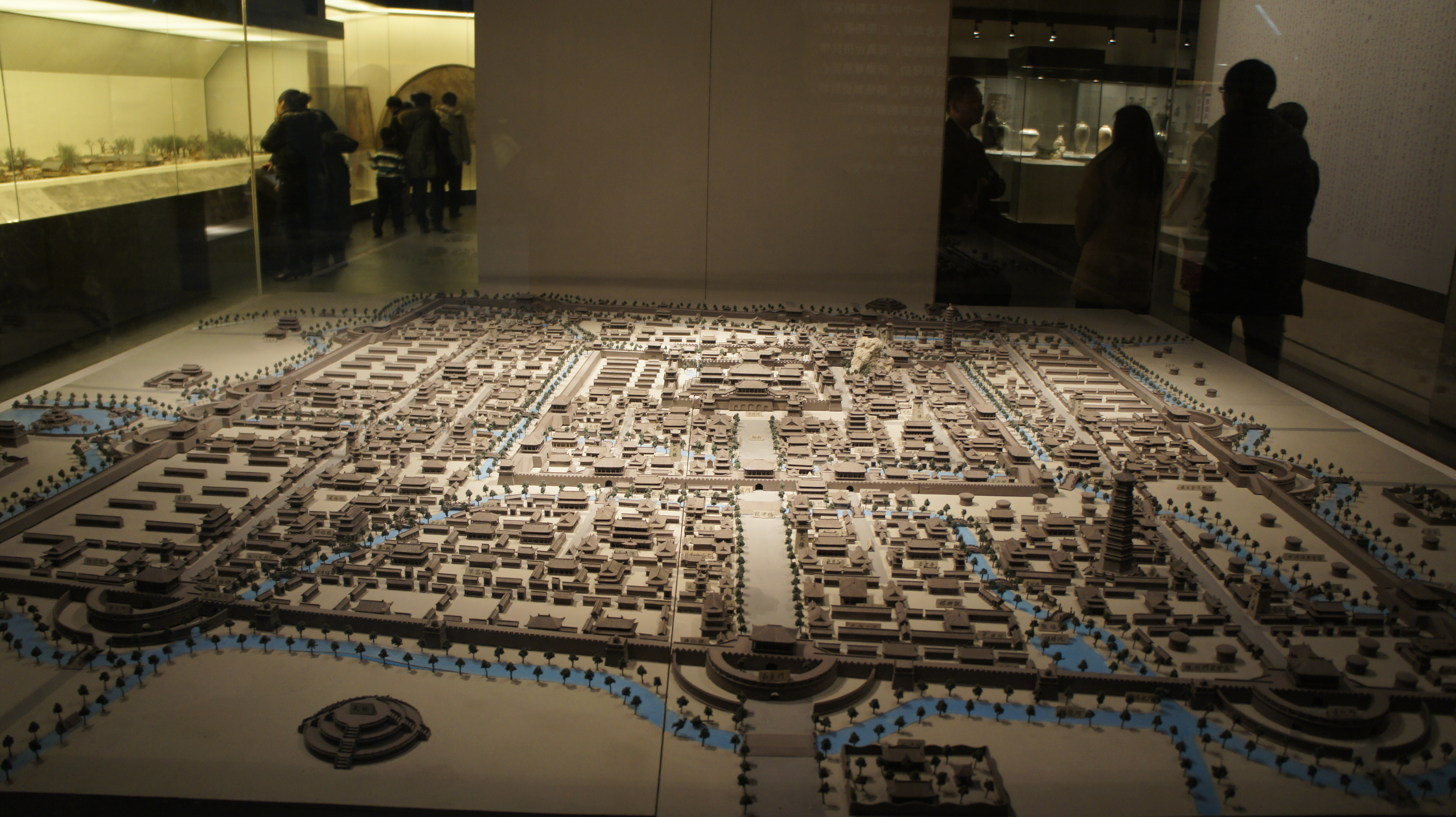
靖康之變前的北宋東京城模型

年末，宋欽宗親自至金人軍營議和，金人趁机派萧庆入住宋朝尚书省接管宋朝政权。宋钦宗在答应称藩后被放回，随即为满足金朝要求，大量搜刮财物。1127年（靖康二年，天會五年）正月，宋钦宗再赴金营，被扣留。宋将范琼等变节，将太上皇、钦宗太子赵谌等宗室及后妃公主交给金人。在金人命令下，开封府尹徐秉哲抓捕宋朝宗室，广平郡王赵楗、济王妃曹氏等即使出逃到民间，也被抓住，曹氏被锁在柜子里。二月初六丙寅日（3月20日），金太宗詔廢二帝為庶人，没收龙袍。北宋滅亡（960年－1127年），二帝及宗室蒙塵，東京城中公私積蓄為之一空。金人还想继续搜刮汴京财物，责怪宋朝未能足额缴纳赎金，在南薰门外将宋朝户部尚书梅执礼、刑部侍郎程振、给事中安扶、户部侍郎陈知质打死枭首。三月初六，宋将吴革等图谋救驾，被范琼镇压。初七丁酉日（4月20日），金人立張邦昌大楚皇帝。三月二十七丁巳日及四月初一庚申日，金軍退師，虜二帝北遷 。

## 後續
靖康之變後，宋朝仍控制關中。
靖康二年（1127年）五月初一庚寅朔日，兵馬大元帥康王趙構即皇帝位於南京應天府（今商丘），是為宋高宗，即年改元建炎。
1128年金國完顏兀朮攻宋，宋高宗南下，一度出海避難。十一月，杜充决黄河以阻金兵，致黄河夺淮。
1129年，金攻宋陝州。
1129年（南宋建炎三年，金太宗天会七年），当时的金太宗曾下过命令：“禁民汉服，及削发不如式者，死”。当时小民有穿着犊鼻裤（一种短裤）的，也被指责为身着前朝汉服而处斩，后因为汉人抵抗而放弃此政策。
1131年，戰於和尚原。
1138年，天眷和議以黃河為界。
1141年，宋金簽訂「紹興和議」，以秦嶺淮河線為邊界。但日後仍發生數度宋金战争。

## 影響
靖康之禍導致北宋滅亡，深深刺痛宋人內心，岳飛在《滿江紅》寫懷：「靖康恥，猶未雪；臣子恨，何時滅？」押解至東北的宋朝皇室上千。
在杭州建立南宋的宋高宗在鞏固權力之後放棄收復失地，向金朝称臣，以維持半壁江山的統治，最後宋金百餘年維持南北分治的局面，時而引發宋金战争持續僵持。
宋初以來接掌趙宋皇室的宋太宗一系大量被金朝擄去，而宋高宗晚年膝下無子；因此他從開國皇帝宋太祖一系的子孫中選擇繼承人，使宋朝的帝系繼承在南宋時，從宋太宗一系回到宋太祖一系。
日後在後金時的滿洲族第一大姓「伊爾根覺羅」，據《皇朝通志·氏族略·滿洲八旗姓》記載又作「宜爾根覺羅」、「民覺羅」或「伊爾根」，滿語「民」的意思，其漢姓為「趙」（也有「佟」、「顧」、「伊」、「薩」、「公」、「兆」、「曹」、「包」、「哲」、「席」等）；《黑龍江志稿·氏族》載：「覺羅者，傳為宋徽、欽之後。」然而2014年上海复旦大学生命科学院现代人类学重点试验室的一份研究显示，通过比对爱新觉罗氏几组后裔的Y染色体单倍型类群，得知清宗室的Y染色体属于通古斯民族常见的C2b，而赵宋汉族后裔中未发现此类型，因此至少可以排除清宗室的父系出自北宋趙氏的说法。

### 对明朝的影響
明朝的皇帝、士大夫及武將鑒於宋朝以和割地止战的教訓，皆恥於議和，早期直接攻擊蒙古诸郊及北伐，土木堡之变的北京保衛战後修建明長城加強北方邊防，防範北方蒙古等部族的威脅。因此，即使到明亡前，崇禎帝以與滿人和談為恥。對於和議之事，始終左右為難，亦未有遷都南京的打算。盧象昇即告訴皇帝說：「陛下命臣督師，臣只知戰鬥而已！」崇禎帝稱根本就沒有議和之事，盧象昇最後戰死沙場。明朝在和、戰兩難之間，仍最終走入滅亡之途。

### 环境
宋将杜充决河，黄河夺淮入海，致此后黄河在金元时的水患严重，使得淮河流域生态破坏严重，大片土地沙化和盐碱化。

### 文化
在金庸武俠小说《射雕英雄傳》開始，全真教道長丘處機替郭嘯天和楊鐵心的孩子分別取名為郭靖和楊康，讓二人後代不要忘記「靖康之恥」。
光榮遊戲水滸傳·天命之誓若沒在1127年金兵入侵大宋之前，得到聖旨打敗奸臣高俅，遊戲就會徹底失敗告終。。

### 引用
1. ↑  s:金史/卷3：丙戌，克懷州。s:金史/卷74#宗翰：宗翰攻懷州，克之。
2. ↑  s:宋史/卷023：癸酉，…金人至河外，宣撫副使折彥質領師十二萬拒之。
3. ↑  s:宋史/卷023：甲戌，師潰。金人濟河，知河陽燕瑛、西京留守王襄棄城遁。
4. ↑  s:金史/卷3：乙亥，宗翰克隆德府。活女渡盟津。西京、永安軍、鄭州皆降。
5. ↑  s:金史/卷72#婁室：撒刺荅敗宋兵於汜水。於是，滎陽、滎澤、鄭州、中牟相次皆降。
6. 1 2  s:續資治通鑑/卷097
7. ↑  s:續資治通鑑/卷097：乙酉，金宗望軍至城下，屯于劉家寺。
8. ↑  s:三朝北盟㑹編_(四庫全書本)/卷066
9. ↑  《宋史·高宗本纪》：是冬，杜充决黄河，自泗入淮，以阻金兵
10. ↑  张博泉. . 辽宁人民出版社. 1984: 97–98. CSBN 11090·93.
11. ↑  Yan, Shi; Tachibana, Harumasa; Wei, Lan-Hai; Yu, Ge; Wen, Shao-Qing; Wang, Chuan-Chao. . Journal of Human Genetics. 2015, 60 (6): 295–298  [2018-02-24]. ISSN 1434-5161. doi:10.1038/jhg.2015.28. （原始内容存档于2021-05-03）.（中文原稿 （页面存档备份，存于））
12. ↑  .   [2007-12-07]. （原始内容存档于2018-10-01）.
13. ↑  Baker, Christopher. . Allgame.   [2009-02-02]. （原始内容存档于2009-06-09）.